# وادي سردود (الحيمة الداخلية)

تعديل مصدري - تعديل

وادي سردود هي إحدى قرى عزلة بني الحذيفي بمديرية الحيمة الداخلية التابعة لمحافظة صنعاء، بلغ تعداد سكانها 70 نسمة حسب تعداد اليمن لعام 2004.